# Distrikt Angasmarca
Der Distrikt Angasmarca liegt in der Provinz Santiago de Chuco in der Region La Libertad im Westen von Peru. Der Distrikt wurde am 21. September 1985 gegründet. Er besitzt eine Fläche von 150 km². Beim Zensus 2017 wurden 5097 Einwohner gezählt. Im Jahr 1993 lag die Einwohnerzahl bei 4261, im Jahr 2007 bei 6052. Die Distriktverwaltung befindet sich in der etwa 2900 m hoch gelegenen Kleinstadt Angasmarca mit 1899 Einwohnern (Stand 2017). Angasmarca liegt 13 km östlich der Provinzhauptstadt Santiago de Chuco.

## Geographische Lage
Der Distrikt Angasmarca liegt im Südosten der Provinz Santiago de Chuco. Das Areal wird im Osten und im Süden von den Flüssen Río Angasmarca und Río Tablachaca begrenzt.
Der Distrikt Angasmarca grenzt im Westen an den Distrikt Santa Cruz de Chuca, im Norden an den Distrikt Cachicadán, im Osten an den Distrikt Mollebamba, im Südosten an den Distrikt Mollepata sowie im Süden an den Distrikt Pallasca (Provinz Pallasca).

## Ortschaften
Im Distrikt gibt es neben dem Hauptort folgende größere Ortschaften:
- Chusgón (432 Einwohner)
- Colpa Seca (369 Einwohner)
- Cruz de Chuca (234 Einwohner)
- Cruz Pampa (284 Einwohner)
- Huacascorral (401 Einwohner)
- Las Manzanas (213 Einwohner)
- Mullipampa
- Quillupampa (298 Einwohner)
- Tambo Pampamarca (437 Einwohner)
- Totoropampa